# Myiarchus barbirostris
El copetón jamaicano o atrapamoscas tristre (Myiarchus barbirostris) es una especie de ave paseriforme de la familia Tyrannidae perteneciente al numeroso género Myiarchus. Es endémico de Jamaica. 

## Distribución y hábitat
Se encuentra únicamente en la isla de Jamaica.
Esta especie es común y ampliamente diseminada en sus hábitats naturales: los bosques húmedos primarios de tierras bajas y montanos, desde el nivel del mar hasta los 2000 m de altitud; es más escaso en tierras bajas semiáridas y bosques montanos más abiertos de elevaciones mayores; raramente en manglares.

## Sistemática

### Descripción original
La especie M. barbirostris fue descrita por primera vez por el naturalista británico William Swainson en 1827 bajo el nombre científico Tyrannula barbirostris; su localidad tipo es: «México, error, corregido para Jamaica».

### Etimología
El nombre genérico masculino «Myiarchus» se compone de las palabras del griego «μυια muia, μυιας muias» que significa ‘mosca’, y «αρχος arkhos» que significa ‘jefe’; y el nombre de la especie «barbirostris», se compone de las palabras del latín «barba» que significa ‘barba’, y «rostris» que significa ‘pico’.

### Taxonomía
Es pariente próximo de Myiarchus tuberculifer; los análisis filogenéticos del mtDNA encontraron que es más próximo a las subespecies M. tuberculifer platyrhynchus, M. t. nigricapillus y a una muestra ecuatoriana (identificada como M. t. atriceps). Responde al playback de la voz de M. tuberculifer, pero platyrhynchus no responde a la voz de la presente especie. Es monotípica.